# جولي شميت
جولي شميت (بالألمانية: Julie Schmitt)‏ هي لاعبة جمباز فني ألمانية، ولدت في 6 أبريل 1913 في كام في ألمانيا، وتوفيت في 10 ديسمبر 2002 في ميونخ في ألمانيا.

## وصلات خارجية
- جولي شميت على موقع اللجنة الأولمبية الدولية (الإنجليزية)
- جولي شميت على موقع أوليمبيديا (الإنجليزية)